# Gerton
Gerton è un census-designated place (CDP) degli Stati Uniti d'America, situato nello stato della Carolina del Nord, nella contea di Henderson. Secondo il censimento del 2020 gli abitanti di Gerton ammontavano a 290.

## Storia
Un ufficio postale aprì nel 1883, con il nome di "Pump". La città ha preso il nome dall'insegnante Gertrude Freeman, usando una contrazione del nome: Gerton.